# Дятленко, Василий Карпович
Василий Карпович Дятленко — советский военный, государственный и политический деятель, генерал-лейтенант (21.02.1969).

## Биография
Родился в 1919 году в селе Биевцы. Член КПСС с 1939 года.
С 1936 года — на военной службе, общественной и политической работе. В 1936—1979 гг. — участник Великой Отечественной войны, на командных должностях в Вооружённых Силах СССР. С июля 1958 по январь 1961 года командовал 68-й мотострелковой дивизией Северо-Кавказского военного округа (управление дивизии — Урюпинск). С января 1961 по ноябрь 1965 года служил начальником штаба 13-й армии Прикарпатского военного округа. Затем заместитель и первый заместитель командующего войсками Московского военного округа, заместитель начальника Гражданской обороны СССР, представитель главнокомандующего Объединенными вооруженными силами государств-участников Варшавского Договора в армии Социалистической Республики Румынии, консультант Военной академии имени М. В. Фрунзе.
Делегат XXIV съезда КПСС.
Умер в Москве в 1983 году.